# FRONT ACT CD
「FRONT ACT CD」（フロント アクト シーディー）は、日本のヒップホップユニットTHA BLUE HERBの2枚目のシングルである。2002年3月20日発売。発売元はTHA BLUE HERB RECORDINGS。

## 概要
- 前作から1年11か月ぶりとなるシングルで、アナログ盤と同時発売。
- コンピレーションアルバム『ONLY FOR THE MINDSTRONG』以来1年の活動休止後、『Sell Our Soul』の先行シングルとして発売。しかし、3曲ともアルバムには収録されていない。

## 収録曲
1. TRANS SAPPORO EXPRESS(4:58)
作詞：ILL-BOSSTINO / 作曲：O.N.O
2. A SWEET LITTLE DIS(3:41)
作詞：ILL-BOSSTINO / 作曲：O.N.O
3. 3 DAYS JUMP(2001年地球の旅)(10:49)
作詞：ILL-BOSSTINO / 作曲：O.N.O